# Three Thieves
Three Thieves es una película de suspenso y comedia nigeriana de 2019 dirigida por Udoka Oyeka, escrita por Egbemawei Sammy, Abba Makama y Africa Ukoh, producida por Trino Motion Pictures. Fue estrenada en cines el 4 de octubre. 

## Sinopsis
Debido a un caso de identidad equivocada, tres amigos son contratados para cometer un robo aparentemente simple. Pero, el hombre que realizaría  originalmente el atraco ahora estará tras su pista.

## Elenco
- Koye Kekere-Ekun como Tega[5][6]
- Shawn Faqua como Oreva
- Frank Donga como Rukevwe[7]
- Angel Unigwe como Fuwe
- Lucianne Ukpabi como Adella[6]
- Eric Obinna como Pirate
- Kalu Ikeagwu como sr Avworo
- Enado Odigie como sra Avworo
- Wofai Fada como Rosanna
- Shaffy Bello como sra Gbinije
- Nonso Ngene como Charger
- Micheal Allen como Battery
- David Abalaka como Pinmouth
- Bucci Franklin como Alhaji Change
- Funny bone como Nna Bros
- Omotunde Adebowale David  (LOLO) como jefe de Tega
- Imoh Eboh como Secretaria
- Charles Okocha como cliente
- Tunji Onochie como Inspector
- Odunlade Adekola como Policía
- Gregory Ojefua
- Emperor Kagho

## Lanzamiento
El avance oficial se estrenó el 10 de septiembre de 2019 y la proyección de prensa en Lagos se realizó el 12 de septiembre de 2019. La película se estrenó en Genesis Cinemas Oniru el 27 de septiembre de 2019 y en cines el 4 de octubre de 2019.

## Recepción
Según el crítico Precious de MamaZeus “Si alguna vez vas a juzgar algo por su portada o en este caso, tráiler…. ¡Detente! Vuelve sobre esos pasos ya que Three Thieves es una rareza de Nollywood". El sitio web Tha Revue elogió la producción y cinematografía, que brindó a la audiencia una experiencia visual agradable. También destacó la química y comedia entre los tres protagonistas. Ifeoma Okeke de Business Day Nigeria mencionó antes del estreno: “A medida que las películas nigerianas logran reconocimiento internacional, muy pocas tienen una mezcla de humor, capturan la actividad diaria y, sin embargo, no pierden el control de las lecciones morales. Una de esas pocas películas es 'Three Thieves', que se estrenará en los cines el 4 de octubre de 2019”. Osa Amadi de Vanguard dijo: “Es un trabajo creativo de comedia con la intención de mantener a los espectadores riendo a carcajadas de principio a fin, y logró ese objetivo e incluso más.

## Reconocimientos

### Festivales de Cine
| Fecha                    | Festival                                               |
| ------------------------ | ------------------------------------------------------ |
| 18 de septiembre de 2020 | Festival Internacional de Cine de Nollywood de Toronto |
| 9 de octubre de 2020     | Festival de Cine Africano de Silicon Valley            |
| 6 de diciembre de 2020   | Festival de Cine Africano de Nueva York                |

### Premios y nominaciones
| Premios                                   | Categoría              | Nominados                | Resultado |
| ----------------------------------------- | ---------------------- | ------------------------ | --------- |
| Premios Africa Magic Viewers 'Choice 2020 | Mejor editor de sonido | Michael "Truth" Ogunlade | Nom       |